# Otto von Schimmelpfennig
Otto von Schimmelpfennig, vollständig Baron Otto Schimmelpfennig von der Oye, Pseudonym Otto Düringsfeld (* 1. Februar 1838 in Wreschen; † 29. Juli 1912 in Charlottenburg) war ein deutscher Theaterschauspieler und -intendant.

## Herkunft
Otto entstammte dem Geschlecht der Schimmelpenninck von der Oye. Seine Eltern waren der Generalmajor, zuletzt Oberst a. D., Otto Ferdinand Schimmelpfennig von der Oye (* 17. September 1794; † 11. Oktober 1869)  und dessen Ehefrau Natalie von Frankenberg-Proschlitz (* 13. Juni 1811; † 16. August 1841). Seine Mutter war eine Cousine der Schriftstellerin Ida von Reinsberg-Düringsfeld.

## Leben
Über Schimmelpfennig ist wenig bekannt. Er war drei Jahre im ostpreußischen Kürassier-Regiment Nr. 3 und wurde als Gemeiner entlassen. Im Deutschen Krieg von 1866 wurde er noch mal zur Reserve des Schlesischen Kürassier-Regiments Nr. 1 eingezogen, nahm aber an keinem Gefecht teil.
Er war in den 1860er-Jahren als Liebhaber und Bonvivant schauspielerisch in Leipzig tätig sowie an den Hoftheatern Coburg-Gotha und München. 1879 und 1880 war er auch Intendant des Residenztheaters in Berlin. Verheiratet war er ab 1869 mit der Schauspielerin Mathilde Mallinger, ihre Tochter Marie wurde unter dem Familiennamen ihrer Mutter als Schauspielerin bekannt.
Otto von Schimmelpfennig starb 1912 im Alter von 74 Jahren. Beigesetzt wurde er auf dem Kaiser-Wilhelm-Gedächtnis-Friedhof in Charlottenburg (heutiger Berliner Ortsteil Westend). Das Grab ist nicht erhalten.